# Теренков, Пётр Михайлович
Пётр Михайлович Теренков (19 января 1909, Орехово-Зуево — 18 августа 1992, Москва) — советский футболист, нападающий, мастер спорта СССР. Один из сильнейших левых крайних нападающих СССР довоенного времени. Чемпион III Летней Рабочей Олимпиады в Антверпене (1937).

## Биография
Родился в деревне Зуево (ныне часть города Орехово-Зуево), Российская империя. Он начал карьеру в молодёжном составе «Красных текстильщиков». До начала 30-х играл за ряд команд из Орехово-Зуево, затем представлял команду московской фабрики «Освобождённый труд». В 1932 году Теренков перешёл в ЦСКА, где провёл три года. В 1935 году он защищал цвета столичного ЗИФа, откуда перешёл в «Казанку», со следующего года команда стала называться «Локомотивом».
В составе «железнодорожников» Теренков провёл лучшие годы карьеры, в 1936 году выиграл кубок СССР по футболу, сыграл за клуб более 150 матчей и забил по меньшей мере 27 голов.
В 1937 году сыграл два матча против сборной Басконии в рамках турне последней по СССР: за родной «Локомотив» и «Спартак» соответственно. В игре за «железнодорожников» Теренков забил гол, сравняв счёт в матче, 1:1. Однако через три минуты баски были впереди уже на два мяча, в итоге гости одержали победу со счётом 5:1. В матче за «Спартак» Теренков вышел на замену во втором тайме вместо Виктора Семёнова, Теренкову удалось взять своеобразный реванш, «Спартак» обыграл гостей со счётом 6:2. В том же году Теренков в составе московского «Спартака» участвовал во Всемирной рабочей Олимпиаде в Антверпене и в рабочем Кубке Мира в Париже.
В 1941 году он сыграл за «Профсоюзы-2», команда была создана из временно расформированных московских клубов: «Локомотива», «Торпедо», «Металлурга» и «Крыльев Советов». Уже после войны в 1945 году «Локомотив» занял последнее место в чемпионате и был понижен в классе. Через два года клуб вернулся в элиту, в том сезоне Теренков сыграл всего один матч. В 1949 году он перешёл в «Метрострой», где в том же сезоне и завершил карьеру.
После ухода со спорта Теренков работал администратором команды «Локомотив», тренером юношеских и детских клубных команд «железнодорожников», директором стадиона «Локомотив», в последние годы — тренером групп подготовки московского «Локомотива». В 1968 году Теренков получил звание заслуженного тренера РСФСР.
Умер 18 августа 1992 года в Москве.

## Достижения
- Победитель Кубка СССР: 1936.
- Победитель III Всемирной рабочей Олимпиады (Антверпен): 1937 (как один из футболистов, усиливших на этом турнире «Спартак» — 4 игры, 2 гола).
- Победитель рабочего Кубка Мира (Париж): 1937.